# Reprezentacja Portoryka w piłce wodnej kobiet
Reprezentacja Portoryka w piłce wodnej kobiet – zespół, biorący udział w imieniu Portoryka w meczach i sportowych imprezach międzynarodowych w piłce wodnej, powoływany przez selekcjonera, w którym mogą występować wyłącznie zawodnicy posiadający portorykańskie obywatelstwo. Za jej funkcjonowanie odpowiedzialny jest Portorykański Związek Pływacki (FEPUNA), który jest członkiem Międzynarodowej Federacji Pływackiej.